# Macrosiphoniella tuberculatumartemisicola
Macrosiphoniella tuberculatumartemisicola är en insektsart. Macrosiphoniella tuberculatumartemisicola ingår i släktet Macrosiphoniella och familjen långrörsbladlöss. Inga underarter finns listade i Catalogue of Life.